# Northrop Grumman E-8 Joint STARS
Northrop Grumman E-8 Joint Surveillance Target Attack Radar System (Joint STARS – Hệ thống radar tấn công mục tiêu giám sát liên quân) là một máy bay kiểm soát và chỉ huy, quản lý chiến trường của Không quân Hoa Kỳ. Nó được cả không quân và Không quân Vệ binh quốc gia sử dụng, ngoài ra còn được dùng để huấn luyện đặc biệt cho các tổ lái của lục quân.

## Biến thể

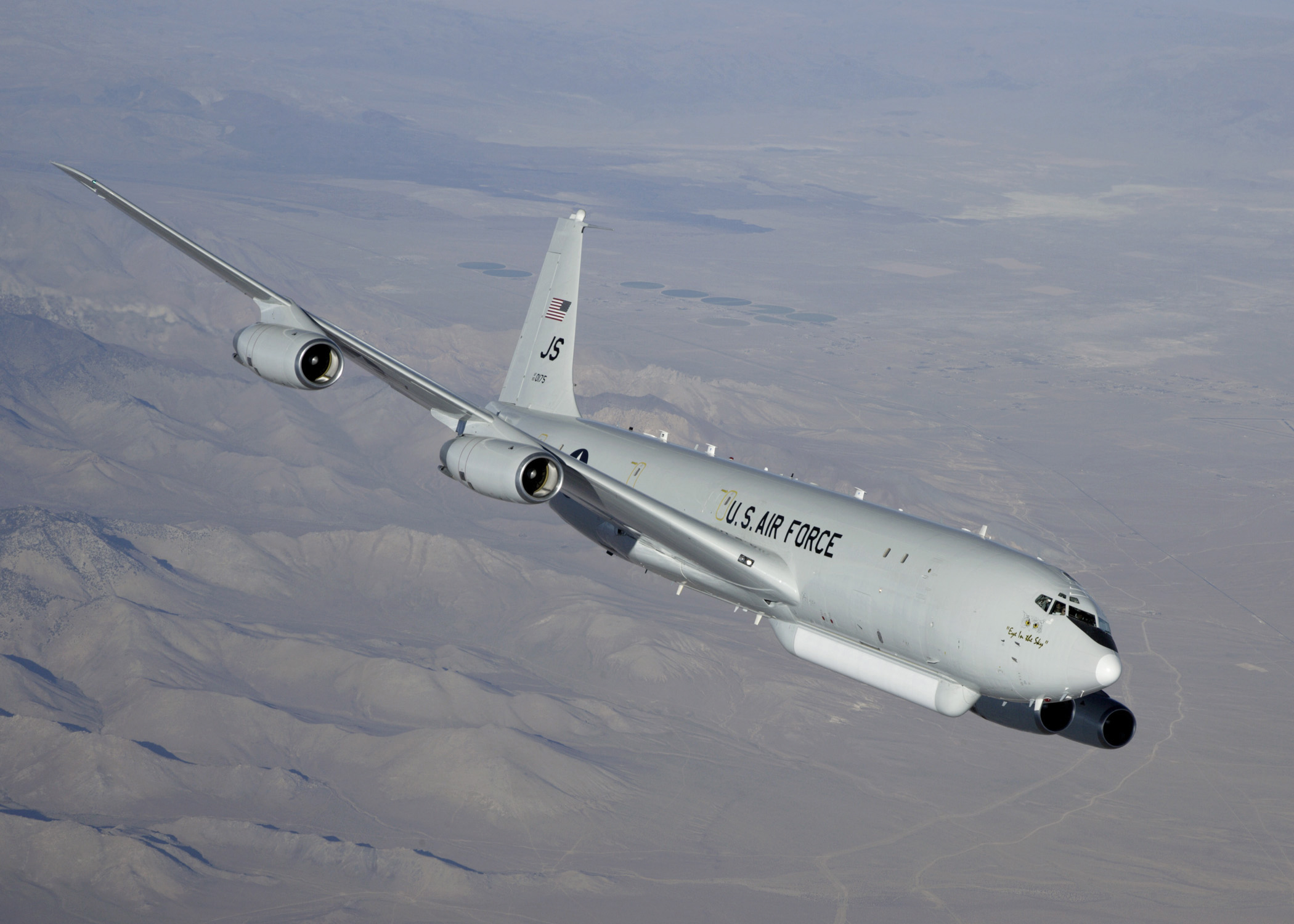
E-8C bay thử nghiệm hiệu năng với động cơ JT8D-219 tại Căn cứ không quân Edwards

E-8A
Cấu hình gốc.
TE-8A
YE-8B
E-8C

## Quốc gia sử dụng
Hoa Kỳ
- Không quân Hoa Kỳ
- Không quân Vệ binh quốc gia

## Tính năng kỹ chiến thuật (E-8C)
Dữ liệu lấy từ USAF Factsheet
Đặc tính tổng quát
- Kíp lái: tổ lái 4 người
- Sức chứa: 18 chuyên gia
- Chiều dài: 152 ft 11 in (46,61 m)
- Sải cánh: 145 ft 9 in (44,42 m)
- Chiều cao: 42 ft 6 in (12,95 m)
- Trọng lượng rỗng: 171.000 lb (77.564 kg)
- Trọng lượng cất cánh tối đa: 336.000 lb (152.407 kg)
- Động cơ: 4 × Pratt & Whitney TF33-102C kiểu turbofan, 19,200 lbf (0,08541 kN) thrust mỗi chiếc

Hiệu suất bay
- Vận tốc hành trình: 390 kn (449 mph; 722 km/h) tới 510 kn (945 km/h)
- Tốc độ quỹ đạo tối ưu: 449 mph (723 km/h) tới587 mph (945 km/h)
- Thời gian bay: 9 h
- Trần bay: 42.000 ft (13.000 m)

Hệ thống điện tử

AN/APY-7